# Monkey Mountain Airport
Monkey Mountain Airport är en flygplats i Guyana.   Den ligger i regionen Potaro-Siparuni, i den centrala delen av landet, 300 km sydväst om huvudstaden Georgetown. Monkey Mountain Airport ligger 438 meter över havet.
Terrängen runt Monkey Mountain Airport är huvudsakligen kuperad, men österut är den platt.  Trakten runt Monkey Mountain Airport är nära nog obefolkad, med mindre än två invånare per kvadratkilometer. I omgivningarna runt Monkey Mountain Airport växer i huvudsak städsegrön lövskog.